# Banksia
Banksia (L.f., 1782) è un genere di piante appartenente alla famiglia delle Proteaceae, originario di Australia e Nuova Guinea.

Queste piante selvatiche australiane, che sono diventate anche popolari piante da giardino, sono facilmente riconoscibili per le loro caratteristiche spighe floreali e per i "coni" e le punte che fruttificano. Quando raggiungono le dimensioni della maturità, le Banksia possono variare da cespugli legnosi prostrati fino ad alberi alti fino a 30 m.
In generale, le si trovano in una notevole varietà di paesaggi: foreste di piante sclerofille, foreste pluviali (occasionalmente), macchia e alcuni paesaggi più aridi, ma non nei deserti australiani.
Grandi produttrici di nettare, le Banksia formano una parte vitale della catena alimentare delle aree selvagge australiane. Sono un'importante risorsa di cibo per tutte le specie di animali nettarivori, inclusi uccelli, pipistrelli, ratti, opossum, api senza pungiglione (Meliponini) e una miriade di invertebrati.
Inoltre, sono di importanza economica per il florovivaismo e l'industria dei fiori recisi dell'Australia. Comunque, queste piante sono minacciate da parecchi processi, tra i quali vi sono la deforestazione, gli incendi frequenti e le malattie, cosa per cui un certo numero di specie è classificabile come specie rara e specie in pericolo di estinzione.

## Descrizione

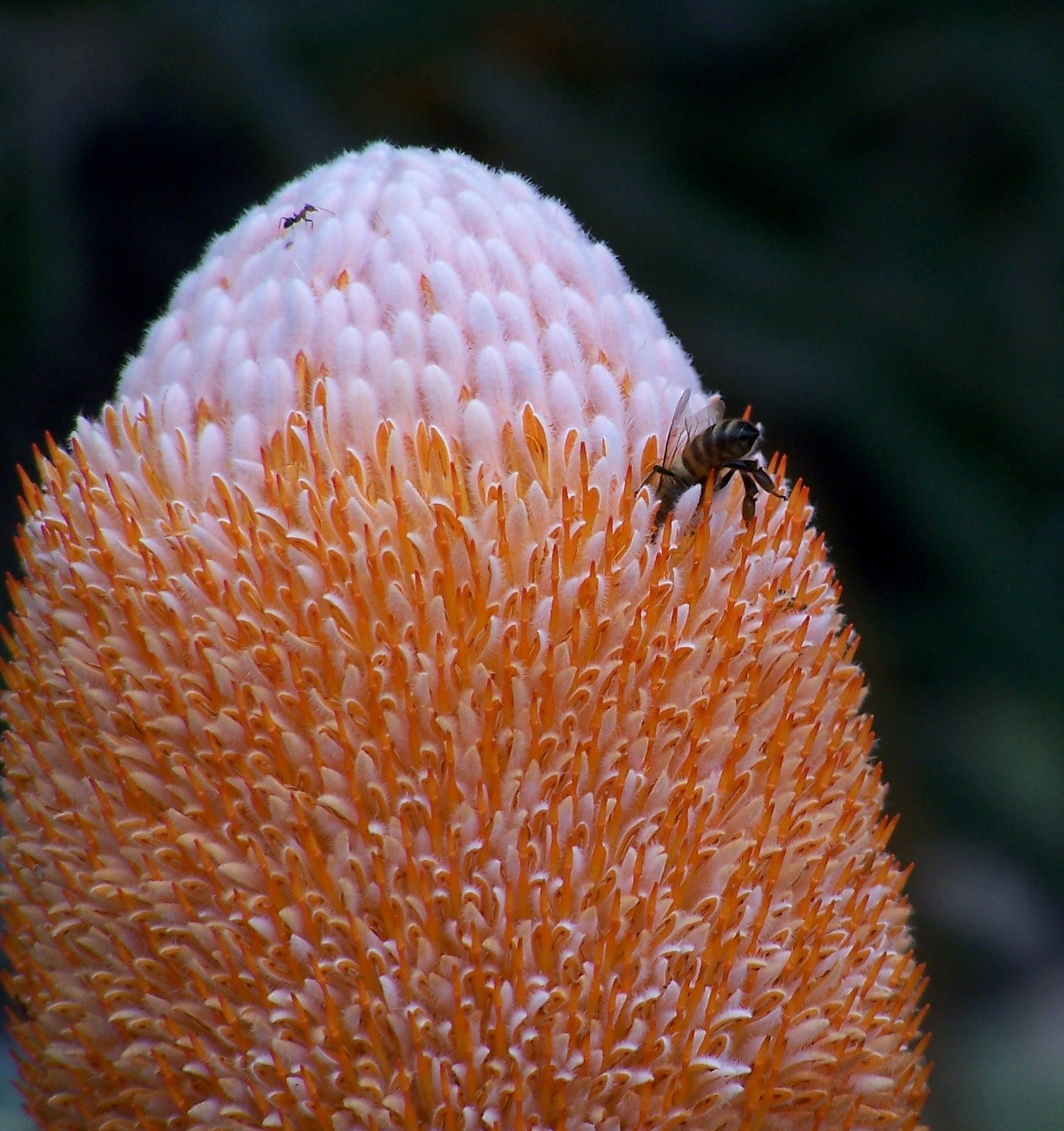
Infiorescenza di B. prionotes, Reabold Hill, Bold Park, Floreat, WA

Le Banksia crescono come alberi o cespugli legnosi. Gli alberi delle specie più numerose, B. integrifolia (Banksia di costa) e B. seminuda (Banksia di fiume), spesso crescono oltre i 15 metri di altezza, alcune fino a raggiungere anche i 30 metri.
Le specie di Banksia che crescono come cespugli sono solitamente erette, ma ci sono parecchie specie che sono prostrate, con i rami che crescono sulla superficie del suolo o anche al di sotto di esso.
Le foglie di Banksia variano parecchio tra specie e specie. Le dimensioni cambiano dalle foglie strette, lunghe 1–1,5 centimetri, della B. ericifolia, alle foglie molto larghe della B. grandis (Banksia toro), che può raggiungere i 45 centimetri di lunghezza. Le foglie della maggior parte delle specie presentano margini serrati, ma alcune fanno eccezione, come la B. integrifolia.
Le foglie sono solitamente disposte lungo i rami in spirali irregolari, ma in alcune specie sono ammassate insieme in verticilli. 
Molte specie hanno foglie giovanili e adulte diverse (ad esempio la Banksia integrifolia ha foglie giovanili grandi e serrate).
Il carattere più comunemente associato con le Banksia è la spiga floreale, un'infiorescenza allungata che consiste di un asse legnoso ricoperto di fiori attaccati a coppie, strettamente impaccati, e disposti ad angolo retto l'uno con l'altro. Una singola spiga floreale generalmente contiene centinaia o anche migliaia di fiori (il numero maggiore registrato è di circa 6.000 sull'infiorescenza di B. grandis. Non tutte le Banksia hanno una spiga floreale allungata: le specie del piccolo sottogenere Isostylis sono state da lungo tempo riconosciute come le Banksia in cui la spiga floreale è stata ridotta a un capolino.

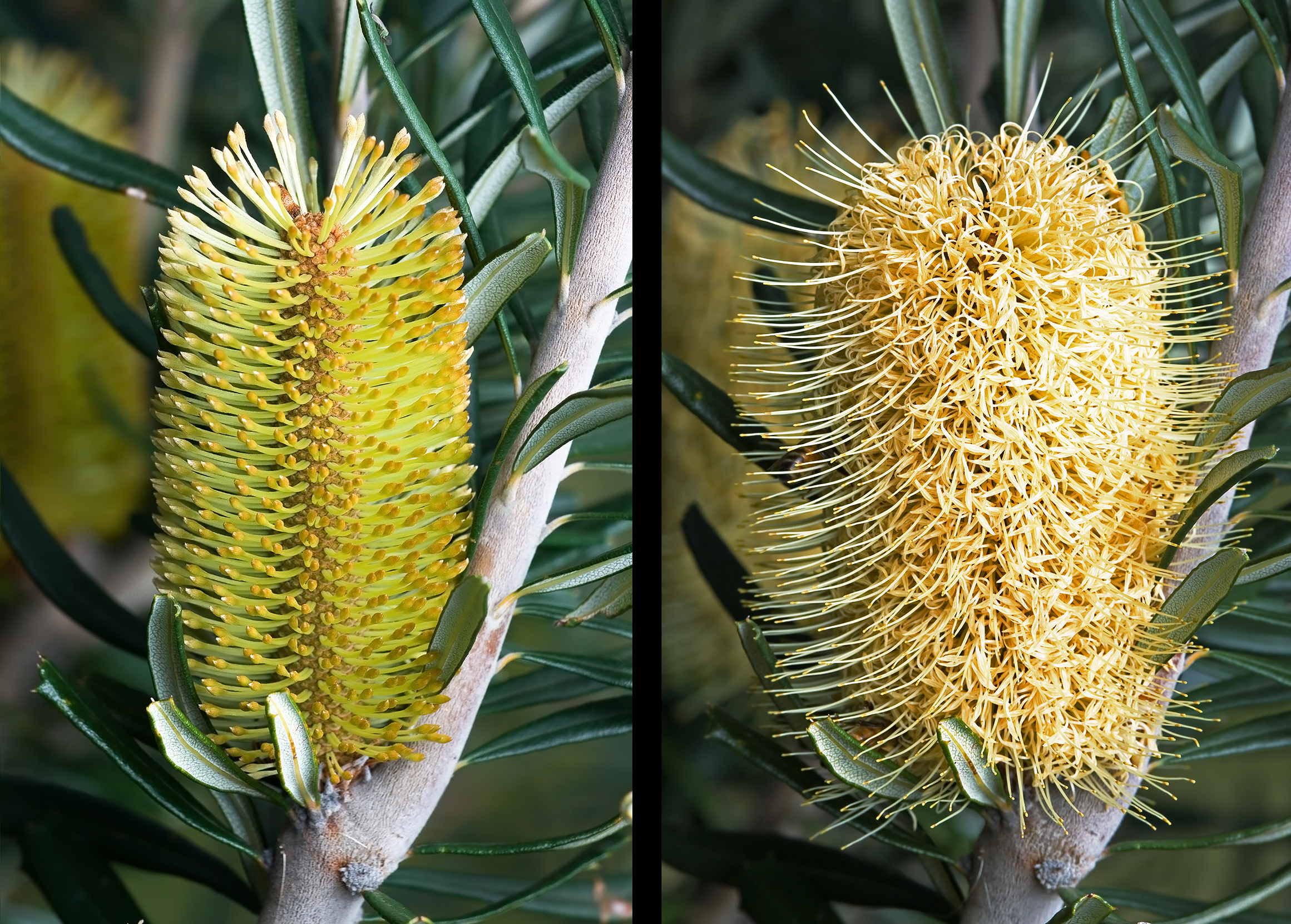
La spiga floreale di B. marginata prima e dopo l'antesi

I fiori di Banksia sono di solito di tonalità gialla, ma vi sono comunque anche specie con fiori di colore arancione, rosso, rosa e viola. Il colore dei fiori è determinato dal colore delle parti del perianzio e spesso anche dallo stilo. 
Lo stilo è molto più lungo del perianzio e, inizialmente, è intrappolato dalle parti superiori del perianzio stesso.
In un periodo di alcuni giorni queste sono gradualmente rilasciate, dall'alto verso il basso o dal basso verso l'alto. Quando lo stilo e le parti del perianzio sono di colore differente, l'effetto visivo è quello di una variazione di colore graduale lungo la spiga. Questo fenomeno può essere parecchio spettacolare nella B. prionotes e nelle specie correlate, dove l'infiorescenza bianca nella fase di gemma diventa di un arancione brillante. In parecchi casi, i singoli fiori sono alti, a forma di sacco sottile.
Occasionalmente, si possono formare spighe floreali multiple. Questo fenomeno si vede più frequentemente nella Banksia marginata e nella B. ericifolia.

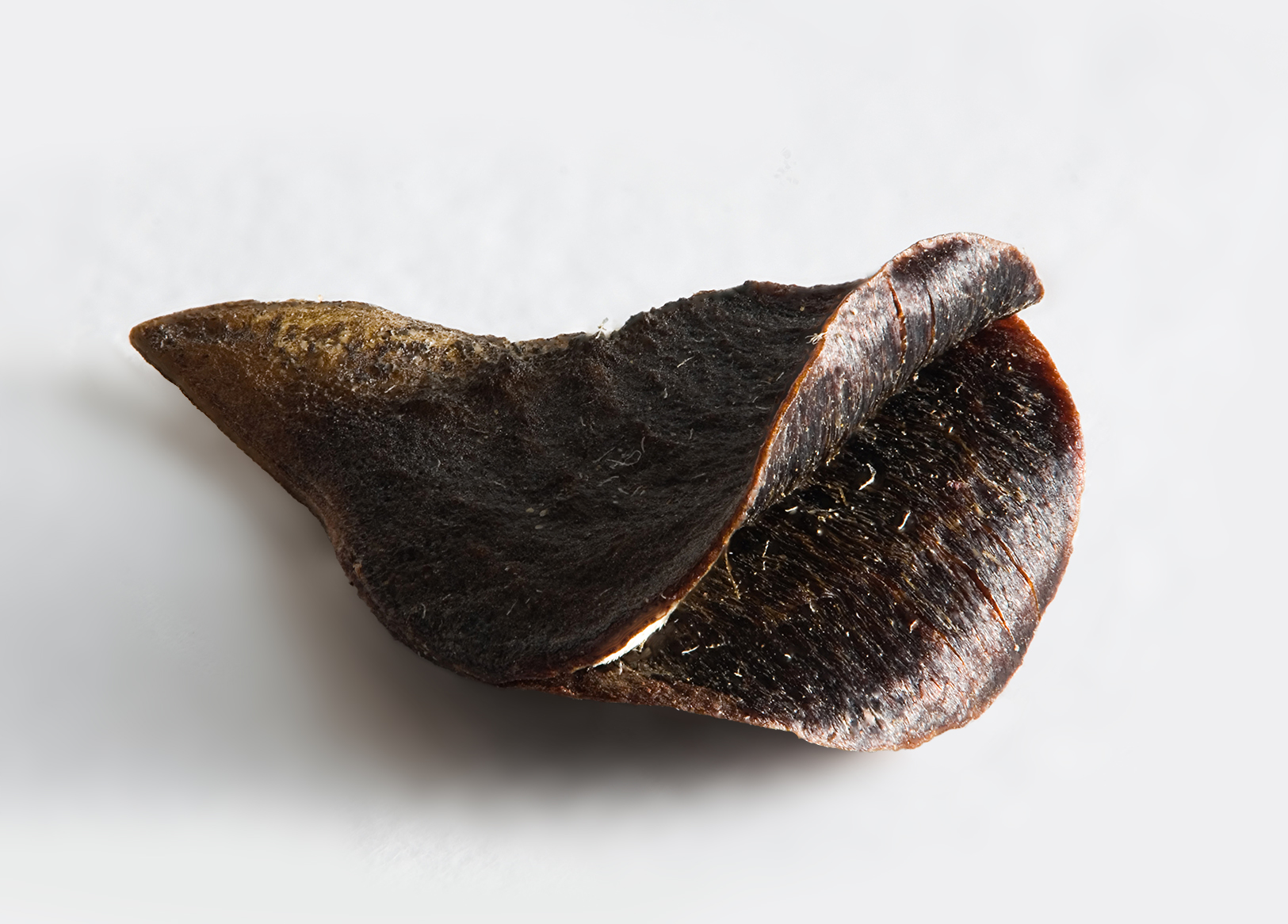
Il separatore di seme di una Banksia marginata, con i semi alati ancora uniti

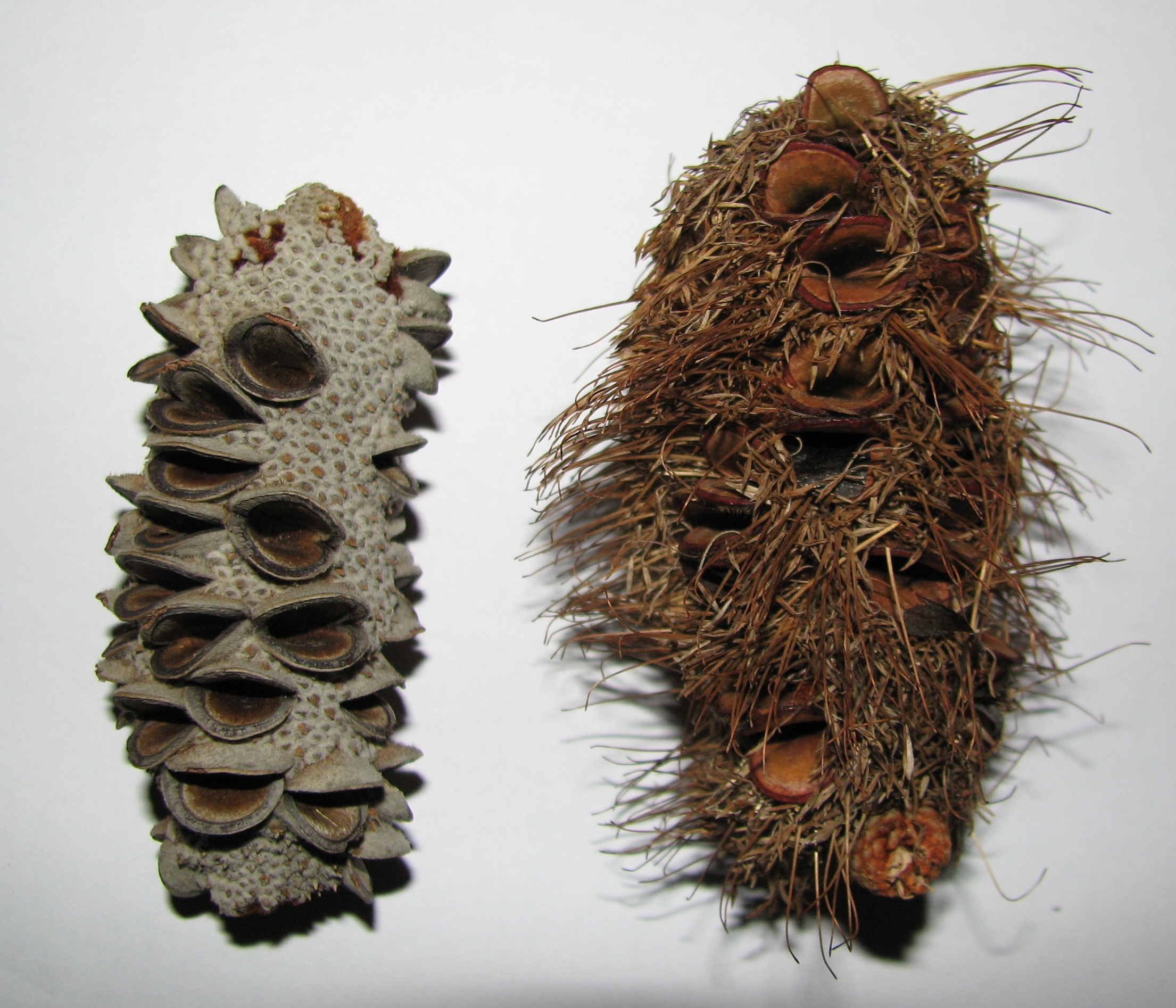
Infruttescenze di B. integrifolia, con fiori non persistenti, e di B. marginata, con fiori persistenti

All'invecchiare delle spighe floreali o delle testine, le parti del fiore si seccano e possono ritornare di colore arancione, bronzo o marrone scuro, prima di ingrigire nel corso di alcuni anni. In alcune specie, si perdono le parti dei fiori vecchi, mettendo a nudo l'asse; in altre, le parti dei fiori vecchi possono persistere per molti anni, conferendo alla struttura fruttificante un aspetto peloso. Le spighe floreali vecchie sono comunemente denominate "coni", sebbene non lo siano: i coni sono presenti esclusivamente nelle conifere e nelle cicadofite.
Nonostante il gran numero di fiori per infiorescenza, solo pochi giungono alla fruttificazione e, in alcune specie, una spiga floreale non fruttifica mai. 
Il frutto delle Banksia è un follicolo legnoso inserito nell'asse dell'infiorescenza. 
Esso consiste di due valve orizzontali che racchiudono tenacemente i semi. Il follicolo si apre per rilasciare il seme mediante la separazione lungo la sutura e in alcune specie anche le valve si separano.
In alcune specie, i follicoli si aprono non appena il seme è maturo, ma nella maggior parte più follicoli si aprono solo dopo che sono stimolati da incendi a farlo.
Ogni follicolo solitamente contiene uno o due piccoli semi, ciascuno dotato di un'ala dall'aspetto cartaceo fatta a forma di cuneo, che ne causa la rotazione mentre cade al suolo.

## Distribuzione e habitat
Ad eccezione di una, tutte le specie viventi di Banksia sono endemiche dell'Australia. L'eccezione è costituita dalla B. dentata (Banksia tropicale), che si trova nell'Australia settentrionale e nelle isole più a nord, tra cui la Nuova Guinea e le isole Aru. Una specie estinta, la B. novae-zelandiae, fu ritrovata in Nuova Zelanda. Le altre specie si trovano in due distinte aree geografiche: la parte a sudovest dell'Australia Occidentale e l'Australia orientale. Il sudovest dell'Australia Occidentale è il principale centro di biodiversità: oltre il 90% di tutte le specie di Banksia crescono soltanto qui, da Exmouth nel nord, verso sud ed est, fino a Esperance sulla costa sud. L'Australia orientale ha molte meno specie, ma fra queste vi sono alcune delle specie meglio conosciute e più ampiamente distribuite, tra le quali vi sono la B. integrifolia e la B. spinulosa. In quest'area si ritrovano dalla penisola di Eyre nell'Australia Meridionale, lungo la costa orientale, fino al Capo York nel Queensland.
La grande maggioranza delle specie di Banksia si trova in suoli sabbiosi o ghiaiosi, anche se alcune popolazioni di B. marginata e B. spinulosa vivono in suoli più pesanti, maggiormente ricchi in argilla. La B. seminuda è un'eccezione per la sua preferenza per i ricchi terreni grassi lungo i corsi d'acqua.
La maggior parte vegeta nelle brughiere o nei boschi bassi; delle specie orientali, la B. integrifolia e la B. marginata vegetano nelle foreste; molte specie sudoccidentali, fra cui B. grandis, B. sphaerocarpa, B. sessilis, B. nobilis e B. dallanneyi, crescono come piante del sottobosco nelle foreste di Eucalyptus marginata (Jarrah), E. wandoo (Wandoo) e E. diversicolor (Karri), con la B. seminuda che è uno degli alberi della foresta nell'habitat idoneo.
La maggior parte delle specie non cresce bene vicino alla costa; eccezioni sono le specie dell'Australia suodoccidentale, B. speciosa, B. praemorsa e B. repens. Solo alcune specie, come la B. rosserae e la B. elderiana, vivono nelle aree aride. La maggior parte delle specie dell'Australia orientale vivono sugli altopiani, ma solo poche specie dell'Australia occidentale native dello Stirling Range - B. solandri, B. oreophila, B. brownii e B. montana - sopravvivono ad elevate altitudini.
Studi sulle specie sudoccidentali hanno dimostrato che la distribuzione delle specie di Banksia è innanzitutto limitata dalle piogge. Fatta eccezione per la B. rosserae, nessuna specie tollera quantità annuali di pioggia inferiori ai 200 millimetri, sebbene alcune specie sopravvivono nelle aree che ricevono meno di 400 millimetri. Le specie di Banksia sono presenti in tutta la regione ove vi sono precipitazioni adeguate, con maggior speciazione nelle aree più fredde e più umide.
Regioni più calde e più asciutte poste ai margini dell'area di distribuzione del genere tendono ad avere un numero minore di specie, però con distribuzioni più ampie. La maggior ricchezza di specie ricorre in associazione con gli altopiani, specialmente lo Stirling Range.

## Ecologia

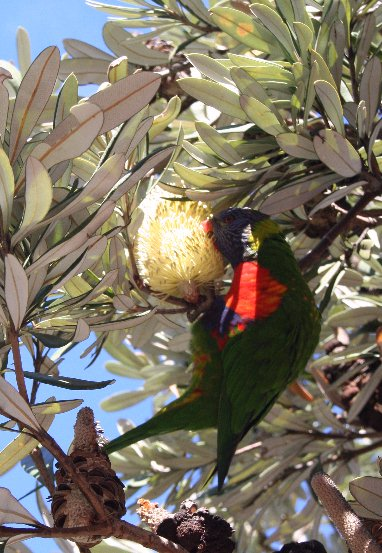
Trichoglossus haematodus che si nutre su una Banksia integrifolia var. integrifolia, Waverley

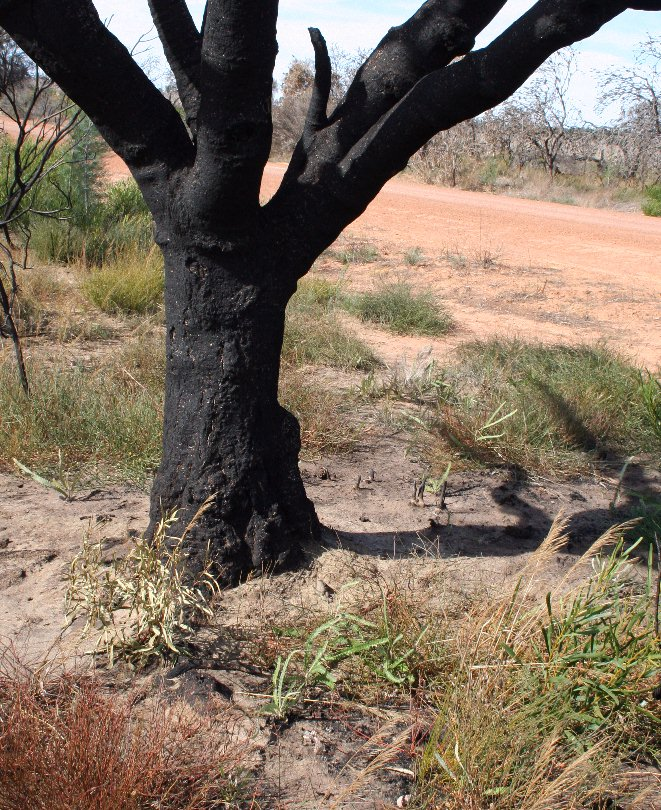
Le piantine di Banksia prionotes dopo un incendio, Burma Road Nature Reserve, WA

Le Banksia sono forti produttrici di nettare, rappresentando un'importante fonte di cibo per gli animali nettarivori, inclusi i mellivori e i piccoli animali come i roditori, gli Antechinus, gli opossum del miele, gli opossum pigmei, il petauro dello zucchero e i pipistrelli.
Molti fra questi animali giocano un ruolo importante nell'impollinazione delle Banksia. Vari studi hanno dimostrato che i mammiferi e gli uccelli sono importanti impollinatori.
Un'interessante osservazione fu fatta da Carpenter nel 1978: alcune Banksia emanano un odore più intenso nelle ore notturne, forse per attrarre i mammiferi impollinatori. 
Altre specie animali associate alle Banksia sono le larve delle falene (ad esempio la Carthaea saturnioides - Dryandra Moth), i curculionidi, che scavano nei "coni" per mangiare i semi e passare allo stato di pupa nei follicoli, e gli uccelli, come i Cacatuidae, che rompono i "coni" per mangiare sia i semi sia le larve degli insetti.
Alcune specie di Banksia sono considerate rare o in pericolo. Fra queste vi sono B. brownii (Feather-leaved Banksia), B. cuneata (Matchstick Banksia), B. goodii (Good's Banksia), B. oligantha (Wagin Banksia), B. tricuspis (Pine Banksia) e B. verticillata (Granite Banksia).

### Risposta al fuoco
Le piante di Banksia si sono adattate naturalmente alla presenza di regolari incendi boschivi nel paesaggio australiano. 
Circa metà delle specie di Banksia sono uccise da incendi, ma queste si rigenerano rapidamente dal seme, siccome l'incendio stimola anche l'apertura dei follicoli seminali e la germinazione del seme nel terreno. Le specie restanti solitamente sopravvivono agli incendi, perché hanno una corteccia molto spessa che ne protegge il tronco dal fuoco, o perché hanno lignotuberi, dai quali possono rispuntare dopo un incendio. 
In Australia occidentale, le Banksia del primo gruppo sono note come 'seminatori' e il secondo gruppo come 'sprouters'.

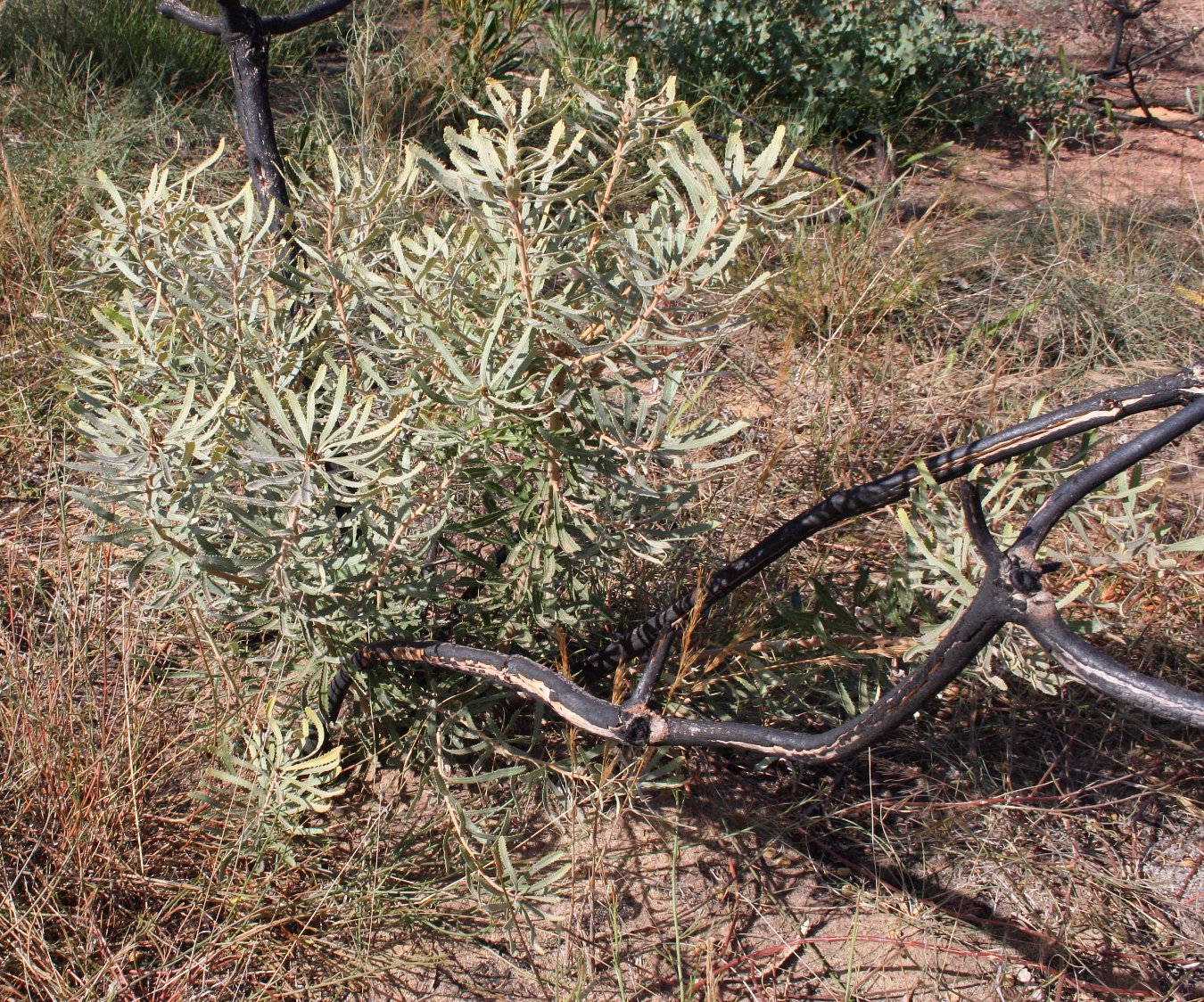
La Banksia attenuata che rispunta
dopo l'incendio, Burma Road Nature Reserve, WA

Gli incendi boschivi non frequenti a intervalli distanziati non costituiscono una minaccia e sono anzi benefici per la rigenerazione delle popolazioni di Banksia. Al contrario, incendi troppo frequenti possono ridurre seriamente o addirittura eliminare intere popolazioni da determinate aree, uccidendo le nuove piantine e le piante giovani che non hanno ancora raggiunto l'età della fruttificazione.
Molti incendi nei pressi di aree urbane sono dolosi e così la loro frequenza è molto maggiore degli incendi che ci sarebbero stati prima dell'insediamento dell'uomo. Inoltre, i residenti che abitano nelle aree circostanti ai boschi possono esercitare pressioni sulle autorità locali per bruciare con maggiore frequenza le aree vicine alle case, al fine di ridurre il carico di combustibile nel bosco e ridurre quindi l'aggressività e la pericolosità degli incendi successivi. Sfortunatamente, ci sono spesso discrepanze sulle frequenze concordate tra i gruppi di residenti e i gruppi a favore della conservazione.

### Avvizzimento progressivo
Un'altra minaccia alle Banksia è la muffa d'acqua Phytophthora cinnamomi, comunemente nota come "avvizzimento progressivo" (in inglese "dieback"). Questa muffa attacca le radici delle piante, distruggendo la struttura dei tessuti radicali, "facendo marcire" la radice e impedendo alla pianta di assorbire acqua e nutrienti
Le radici proteoidi delle Banksia', che le aiutano a sopravvivere in suoli poveri di nutrienti, le rendono molto sensibili a questa malattia. Tutte le specie dell'Australia occidentale sono vulnerabili, sebbene le specie più orientali sono abbastanza resistenti.
Le piante vulnerabili tipicamente muoiono entro pochi anni dall'infezione. Nel sudovest dell'Australia occidentale, dove l'infestazione da muffa di acqua è globale, le aree infestate della foresta di Banksia hanno tipicamente meno del 30% di aree non infestate. Le morti di piante in proporzioni così grandi possono avere un'influenza profonda sulla composizione delle comunità di piante. Ad esempio, nell'Australia sudoccidentale la Banksia spesso è presente nel sottobosco delle foreste di Eucalyptus marginata (Jarrah), un'altra specie molto vulnerabile all'avvizzimento. L'infestazione uccide sia il bosco di Jarrah sia il sottobosco di Banksia e, nel tempo, questi possono essere sostituiti da un bosco più aperto composto dalla più resistente Corymbia calophylla (Marri) e da un sottobosco dell'alquanto resistente Banksia sessilis (Parrotbush).
Alcune specie di Banksia sono minacciate dall'avvizzimento progressivo. All'incirca tutte le popolazioni selvatiche note di B. brownii mostrano dei segni di infezione, che potrebbe annientarle nel giro di pochi anni.
Altre specie vulnerabili sono la B. cuneata e la B. verticillata.
L'avvizzimento progressivo è notoriamente difficile da trattare, sebbene si siano ottenuti risultati positivi con i fosfiti e con l'acido fosforoso, che attualmente sono utilizzati per inoculare le popolazioni selvatiche di B. brownii.
Comunque, questo trattamento non è privo di potenziali problematiche, dal momento che altera la composizione del suolo addizionando fosforo. Alcune evidenze sperimentali indicano che l'acido fosforoso può inibire la formazione delle radici proteoidi.
Poiché la muffa responsabile dell'avvizzimento progressivo prospera in condizioni di suoli umidi, essa può essere un grave problema per le specie di Banksia che sono innaffiate, come quelle per il settore dei fiori recisi e quelle piantumate nei giardini urbani.

## Tassonomia
Il genere Banksia fu descritto per la prima volta e così denominato da Carlo Linneo il Giovane nella sua pubblicazione dell'aprile del 1782 Supplementum Plantarum; da allora il nome completo per il genere è "Banksia L.f.".
Il nome del genere fu scelto in onore del botanico inglese Sir Joseph Banks, che raccolse i primi campioni Banksia nel 1770, durante la prima spedizione di James Cook.
Il genere Banksia appartiene alla famiglia Proteaceae, sottofamiglia Grevilleoideae, tribù Banksieae.

## Impieghi

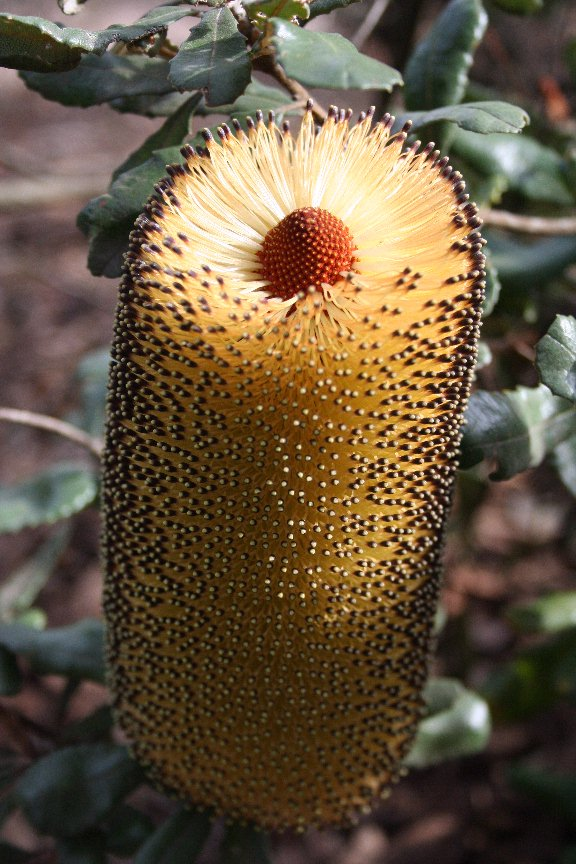
Una forma nana di B. media (Southern Plains Banksia), una popolare pianta da giardino, coltivata a Maranoa Gardens, Victoria

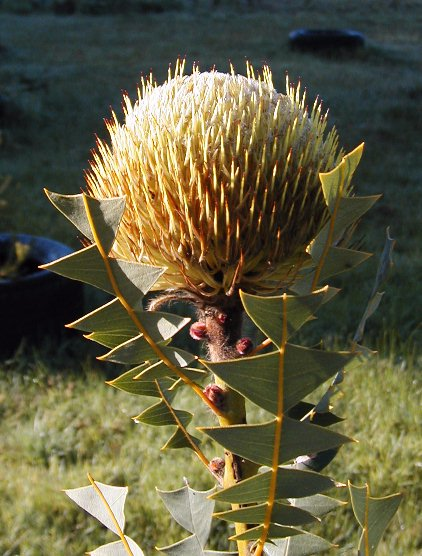
La B. baxteri (Birds Nest Banksia), una specie utilizzata nel commercio di fiori recisi, coltivata presso Colac, Victoria

### Giardinaggio
Come sopra illustrato, la maggior parte delle specie sono cespugli; soltanto alcune sono in forma di albero, ma sono ben note grazie alle loro dimensioni. Le più alte sono: B. integrifolia, con le sue sottospecie B. integrifolia subsp. monticola, grande quanto le più grandi Banksia e la più resistente al gelo in questo genere, B. seminuda, B. littoralis, B. serrata.
Specie che possono crescere come piccoli alberi o grandi cespugli sono: B. grandis, B. prionotes, B. marginata, B. coccinea, B. speciosa e B. menziesii. 
Grazie alla loro dimensione, queste specie sono comunemente piantumate nei parchi, nei giardini e nei viali.
Le altre specie del genere sono solamente cespugli.
Le Banksia sono comuni piante da giardino in Australia per le loro chiome larghe e con fiori vistosi e per il fatto che, grazie al grande quantitativo di nettare prodotto, attraggono uccelli e piccoli mammiferi. 
Comuni specie da giardino solo la B. spinulosa, la B. ericifolia, la B. aemula (Wallum Banksia), la B. serrata (Saw Banksia), la Banksia media (Southern Plains Banksia) e la cultivar Banksia 'Giant Candles'. 
Le specie di Banksia sono principalmente propagate mediante seme nei giardini domestici, per il fatto che le talee sono di difficile attecchimento. Comunque, i vivai commerciali utilizzano estensivamente il secondo metodo (infatti, le cultivar per natura devono essere propagate in fase vegetativa mediante talea o innesto).
Le cultivar nane e le specie prostrate stanno divenendo via via più popolari al ridursi delle dimensioni dei giardini urbani. Tra queste vi sono forme in miniatura, alte meno di 50 cm, di B. spinulosa e B. media, come pure le specie prostrate di B. petiolaris e B. blechnifolia.
Le Banksia possono richiedere più attenzioni di altre piante native dell'Australia, sebbene non siano difficili da coltivare se le si forniscono le giuste condizioni (esposizione soleggiata e suolo sabbioso ben drenato). 
Possono abbisognare di quantità extra di acqua fintantoché non si sono acclimatate, cosa che può richiedere fino a due anni. Se sono fertilizzate, è necessario utilizzare solo fertilizzanti a lenta cessione e basso contenuto di fosforo, perché le radici proteoidi possono essere danneggiate da livelli elevati di nutrienti nel suolo. Tutte rispondono positivamente alle potature modeste.
Nella comunità florovivaistica australiana è attivo un gruppo di entusiasti delle Banksia che ricercano interessanti varianti dei fiori, coltivano e propagano cultivar, scambiano materiali e intraprendono ricerche sui problemi e sulle di coltivazione. Il principale forum per lo scambio di informazioni di questo gruppo è il "Gruppo di Studio delle Banksia" ("Banksia Study Group") dell'ASGAP.

### Settore dei fiori recisi
Ad eccezione del settore florovivaistico, le Banksia hanno un utilizzo commerciale limitato. Alcune specie, soprattutto la B. coccinea (Scarlet Banksia), la B. baxteri, la B. hookeriana (Hooker's Banksia), la B. sceptrum) (Sceptre Banksia), la B. speciosa (Showy Banksia) e la B. menziesii (Menzies' Banksia), sono coltivate in aziende agricole dell'Australia occidentale e meridionale, come pure in Israele e alle isole Hawaii, e le cime dei fiori sono raccolte per il settore dei fiori recisi. Anche il loro nettare è richiesto dagli apicoltori, non per la qualità del miele, che spesso è scarsa, ma per il fatto che gli alberi sono una fonte abbondante e affidabile di nettare nei periodi in cui altre fonti ne forniscono poco.

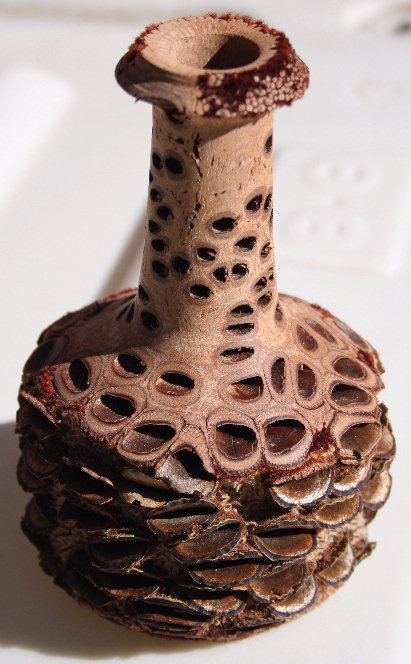
Cono di Banksia grandis intagliato

### Lavorazione del legno
Il legno di Banksia è di colore rossastro, con una tessitura attraente, ma è raramente utilizzato poiché durante l'essiccamento si incurva malamente. 
Sporadicamente, è utilizzato per scopi ornamentali nella tornitura del legno e nella produzione di boiserie. È stato anche utilizzato per produrre chiglie per piccole barche. Storicamente, il legno di alcune specie, come la B. serrata, fu impiegato per parti di gioghi e barche.
I grandi "coni" o baccelli della B. grandis sono utilizzati per progetti di intaglio del legno. Sono anche tagliati a fette e venduti come sottobicchieri; Questi sono solitamente venduto come souvenir per turisti internazionali. Intagliatori di tutto il mondo apprezzano i baccelli di Banksia per produrre oggetti ornamentali.

### Utilizzi da parte degli indigeni
Gli Aborigeni australiani dell'Australia sudoccidentale succhiavano le spighe floreali per assumere il nettare; inoltre, ponevano in ammollo in acqua le spighe floreali per produrre una bevanda dolce.
Gli alberi di Banksia sono una fonte sempre disponibile di larve di insetti, che sono prelevate come cibo.

## Riferimenti culturali

### Guide pratiche e altre risorse tecniche

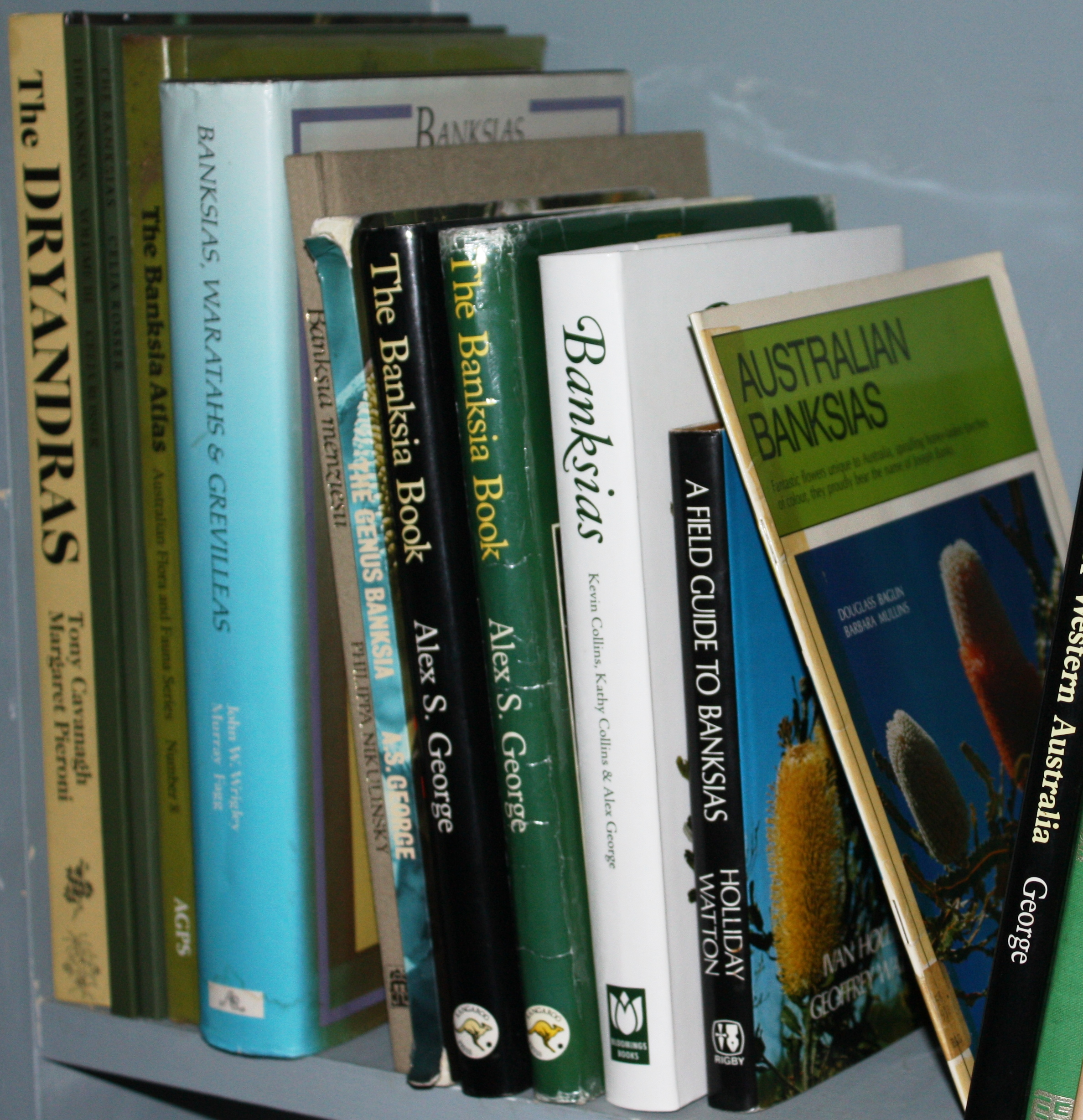
Alcuni dei migliori libri esistenti sul genere Banksia

Sono state pubblicate parecchie guide pratiche e altri volumi semi-tecnici sul genere. Fra questi vi sono (i volumi di seguito citati sono in lingua inglese):
Field Guide to Banksias (Guida pratica per le Banksia)
Scritta da Ivan Holliday e Geoffrey Watton e pubblicata per la prima volta nel 1975, questa guida contiene le descrizioni e le fotografie a colori delle specie note a quel tempo. Al momento della pubblicazione della classica monografia di Alex George del 1981, risultò ampiamente superata, ma nel 1990 fu pubblicata una seconda edizione rivista ed aggiornata.
The Banksias (Le Banksia)
Questa monografia in tre volumi contiene dipinti ad acquerello di tutte le specie di Banksia, eseguiti dalla celebre illustratrice botanica Celia Rosser e accompagnati da testi di Alex George. La sua pubblicazione rappresenta la prima volta in cui un genere così ampio è stato interamente dipinto. Edita dall'Academic Press in associazione con l'Università di Monash, i tre volumi furono pubblicati nel 1981, nel 1988 e nel 2000.
The Banksia Book (Il libro delle Banksia)
Iniziato da Fred Humphries e Charles Gardner, entrambi morti prima del completamento dell'opera, The Banksia Book fu poi completato da Alex George e pubblicato per la prima volta nel 1984. Volume completo che contiene illustrazioni a colori di ogni specie, è ora giunto alla sua terza edizione, pubblicata nel 1996. Questo volume è molto ricercato ed è attualmente di difficile reperibilità.
The Banksia Atlas (l'Atlante delle Banksia)
Nel 1983 l'Australian Biological Resources Study (ABRS) decise di condurre uno studio di distribuzione riguardante tutta l'Australia di un genere di piante significativo. Fu scelto il genere Banksia perché presentava un profilo elevato ed era un genere ampiamente distribuito e facilmente identificabile, ma per il quale distribuzione ed habitat erano poco noti.
Lo studio coinvolse oltre 400 volontari, raccogliendo oltre 25.000 osservazioni di campo lungo un periodo di due anni. Fra i risultati vi furono la scoperta di due nuove specie e la scoperta di nuove varietà e di alcune rare varianti di colore, nonché le scoperte di popolazioni prima sconosciute di specie rare e in pericolo di estinzione. I dati raccolti furono utilizzati per creare The Banksia Atlas, che fu pubblicato per la prima volta nel 1988.
Banksias, Waratahs and Grevilleas and all other plants in the Australian Proteaceae family (Banksia, Waratah e Grevillea e tutte le altre piante nella famiglia australiana delle Proteaceae)
Scritto da J. W. Wrigley e M. Fagg, il volume fu pubblicato da Collins Publishers nel 1989. Un testo completo su tutti i generi delle Proteaceae, con buone note storiche e una panoramica della classificazione del 1975 di Johnson & Briggs. È esaurito e di difficile reperibilità.

### "Banksia men" di May Gibbs

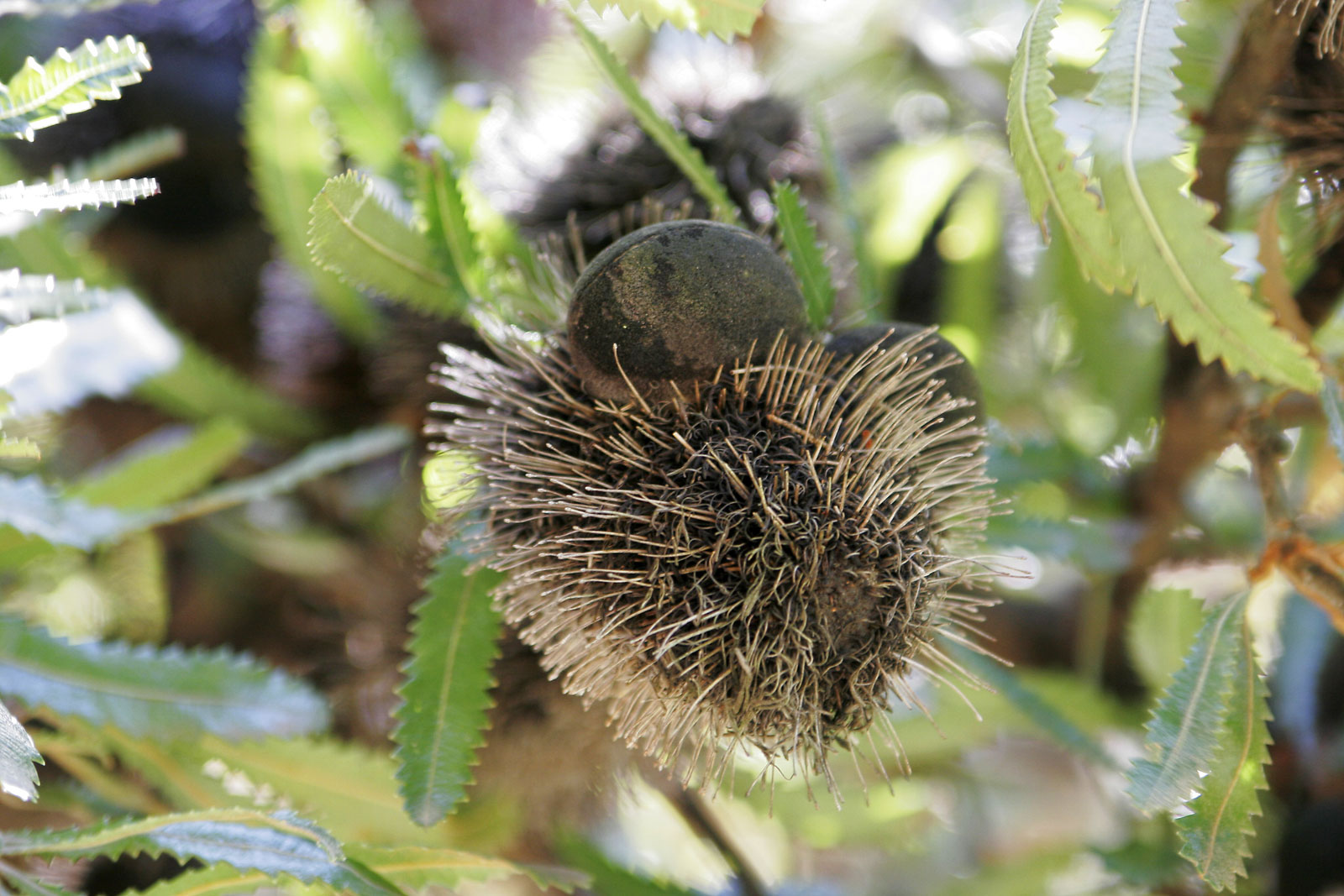
Baccello di B. aemula, ANBG, Canberra, possibile fonte di ispirazione per Gibbs

Forse il riferimento culturale più noto alle Banksia sono i "grandi cattivi uomini Banksia" ("big bad Banksia men") del libro per bambini di May Gibbs Snugglepot and Cuddlepie. I "Banksia men" di Gibbs sono di aspetto modellato sui "coni" invecchiati delle Banksia, in cui i follicoli costituiscono gli occhi e altre caratteristiche facciali. Oggetto di discussione è la specie che effettivamente ispirò a Gibbs i "Banksia men": i disegni dell'autore assomigliano maggiormente ai vecchi "coni" di B. aemula, ma si è citata anche la B. attenuata (Slender Banksia), dal momento che è questa la specie che Gibbs vide da bambino in Australia occidentale.

### Altri riferimenti culturali
Nel 1989, fu creata la Banksia Environmental Foundation per supportare e dare riconoscimento alle persone e alle organizzazioni che danno un contributo positivo all'ambiente. La fondazione lanciò nello stesso anno i premi annuali ambientali Banksia (Banksia Environmental Awards).